# Morigino
Morigino (pronúnciese Morìgino) es la única aldea de Maglie en la provincia de Lecce. Fue un municipio autónomo hasta la segunda mitad del siglo XIX. Situado en el este de Salento, se encuentra en la carretera provincial que conecta Maglie con Cursi, a 2 km de la ciudad principal y a unos 30 km de Lecce.

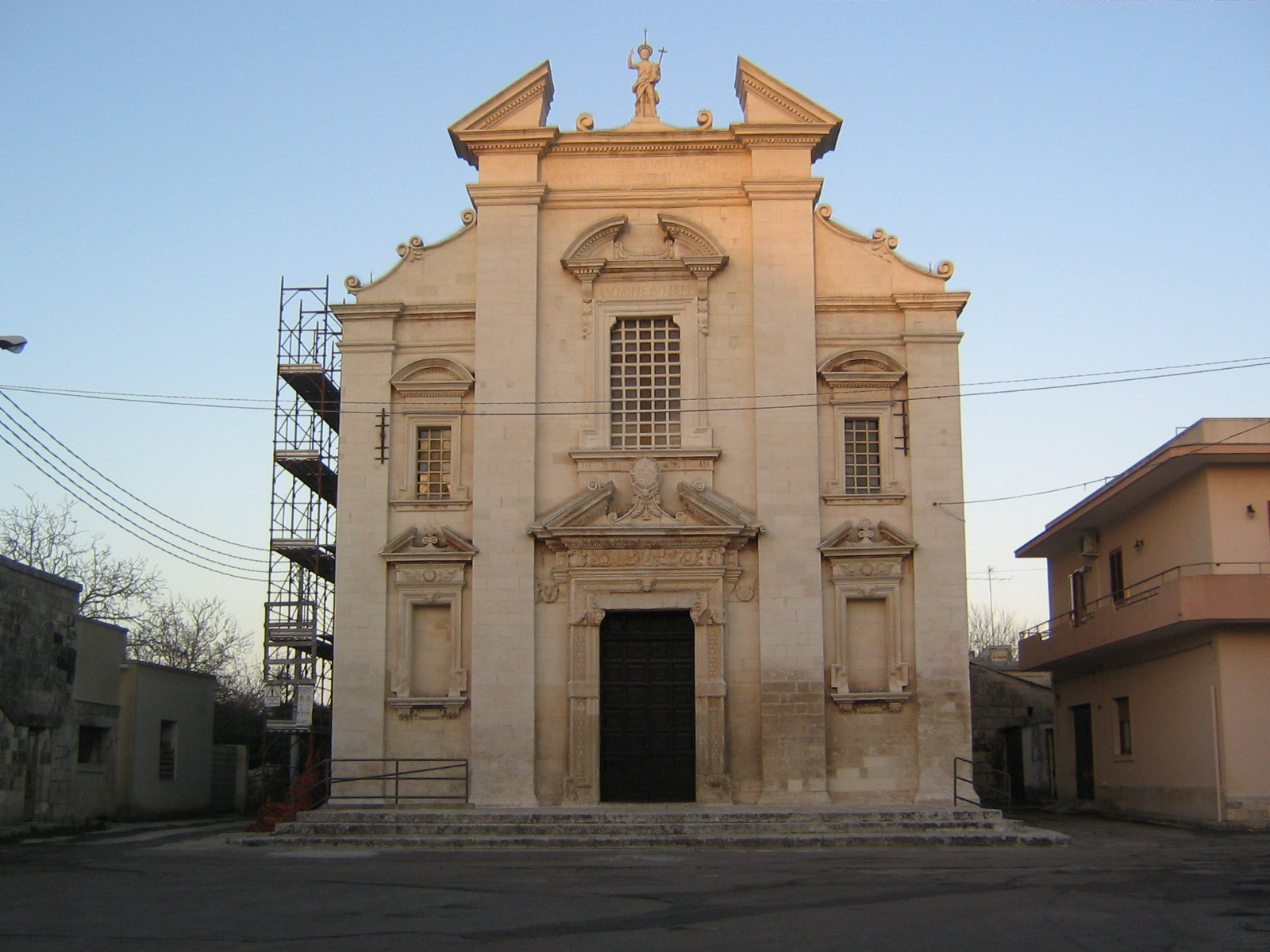
Iglesia de San Juan Bautista.

## Historia
No hay muchas fuentes sobre los orígenes del asentamiento. Lo que han transmitido los estudios de la antigua población es que fue fundada en el siglo IX, cuando los turcos sarracenos llegaron a Salento. Probablemente el propio nombre de la ciudad indica que fue fundada por los moros (nombre que se utiliza para indicar a los sarracenos).
En concreto, el historiador Arditi cuenta que un tal Moro, capitán de los sarracenos, al no querer mantener todas sus tropas juntas, decidió dividirlas en dos campamentos estratégicos: una parte se asentó donde posteriormente se construyó el pueblo de Morigino, y la otra dio vida a la actual Cannole.
En el siglo XII, Morigino pasó a formar parte del condado de Lecce por voluntad del rey Tancredi d'Altavilla y en los siglos siguientes, hasta 1806 (cuando se abolió el régimen feudal) pasó de mano en mano bajo el control de las distintas familias propietarias de la cercana aldea de Maglie.

## Monumentos y lugares de interés

### Arquitectura religiosa

#### Chiesa Madre
La iglesia principal de Morigino, dedicada a San Juan Bautista, se construyó entre 1598 y 1604, como demuestra el epígrafe claramente visible en el arquitrabe en latín: A DEO ET COMUNI LARGITATE FACTUM EST HOC/ET MIRABLE NOSTRIS OMNIBUS OCULIS A.D. 1598-1604. Fue construido por Angelo Spalletto, aunque no hay información segura sobre él. Es la iglesia más antigua del territorio de Maglie.
La fachada principal presenta un portal decorado, dos nichos en la parte inferior y tres grandes ventanas. En la parte superior hay una estatua. El interior tiene una estructura de tres naves divididas por imponentes columnas finamente decoradas en la parte superior.
Destacan los altares barrocos, la pila bautismal del siglo XVII y el cuadro de San Juan Bautista, atribuido a Luca Giordano. Otros lienzos representan a la Virgen del Carmen, a San Nicolás con la Natividad y a los santos Cosme y Damián, cuyo altar fue reconstruido en 1819 por Vito Circolone. En el interior también hay un órgano, realizado por los maestros organeros de Alsacia (Francia, en la frontera con Alemania y Suiza) Simone y Pietro Khyrcher en 1740, en el que se encuentra el emblema de la ciudad: un Moretto sentado.
La bóveda, diseñada por el arquitecto Filippo Bacile de Castiglione d'Otranto y ejecutada por Carmelo Toma de Magliano, data de 1863, año en el que se retiró el techo de madera existente.

#### Otras iglesias
- Capilla de Nuestra Señora de los Dolores.

### Arquitectura civil

#### Torre del palomar
La torre del palomar de Palumbaro se encuentra cerca de la granja del mismo nombre. La construcción data del siglo XVI, como se puede suponer por los rasgos estilísticos. En su interior hay unas diez mil celdas que albergan a las aves para su cría. Lo más probable es que la torre tuviera la doble función de palomar y torre de vigilancia.

### Yacimientos arqueológicos

#### Dolmen Caramauli 1
El dolmen tiene una abertura al NE y una losa de cubierta (100 x 130 cm) de unos 20 cm de grosor. El pedestal monolítico del lado W se ha inclinado, provocando el semicolapso de la losa de cubierta, que está semirreversada en la cámara y se apoya únicamente en el pedestal de piedra superpuesto al E. El megalito se encuentra cerca de la masía Palumbaro.

## Cultura

### Eventos
- Fiesta de San Juan Bautista: se celebra los días 23 y 24 de junio (Natividad).
- Fiesta de San Juan Bautista: se celebra el 29 de agosto (tradición especial de "La Testa", el día del martirio del patrón se expone la cabeza).